# Preventieparadox
De preventieparadox beschrijft de ogenschijnlijke tegenstrijdigheid dat de meeste gevallen van een ziekte komen uit het deel van de bevolking met een laag of matig risico op die ziekte, en slechts een minderheid van de gevallen uit de groep met een hoog risico. Dit komt doordat het aantal mensen met een hoog risico veel kleiner is dan het aantal mensen met een laag of matig risico. De preventieparadox werd voor het eerst formeel beschreven in 1981 door de epidemioloog Geoffrey Rose.
Vooral tijdens de COVID-19-pandemie van 2020 werd de term "preventieparadox" ook gebruikt om de schijnbare paradox te beschrijven van noodzakelijkheid van maatregelen tegen verspreiding van het coronavirus, terwijl de voorspelde verspreiding zich niet voordeed. Dit werd gebruikt om het belang van de maatregelen in twijfel te trekken. Dit is echter een voorbeeld van een zelfweerleggende voorspelling of wat in het Engels de preparedness paradox (paraatheidsparadox) wordt genoemd, omdat de maatregelen er juist aan bijdroegen dat de voorspelde verspreiding zich niet voordeed.

## Voorbeelden
Rose noemt als voorbeeld het Syndroom van Down, waarvoor de leeftijd tijdens de zwangerschap een risicofactor is. Toch zullen de meeste gevallen van het syndroom van Down worden geboren bij jongere moeders met een laag risico (in populaties waar de meeste vrouwen op jongere leeftijd kinderen krijgen). Dat is paradoxaal omdat het intuitief is om aan te nemen dat de meerderheid van de ziektelast ontstaat in de populatie met een hoog risico.
Een ander voorbeeld is het verminderen van alcoholproblemen in een populatie. Hoewel minder ernstig, worden de meeste aan alcohol gerelateerde problemen gevonden bij de grotere groep 'risicovolle' drinkers en niet bij alcoholisten. Grotere maatschappelijke winst kan worden behaald door een vermindering van alcoholmisbruik te bewerkstelligen bij 'risicovolle' drinkers met minder ernstige problemen, dan door te proberen de grote problemen onder het kleiner aantal alcoholisten te verminderen.